# MARIMO。
MARIMO。（マリモ、1999年4月27日 - ）は、日本の男性YouTuber、アーティストである。富山県出身。

## 来歴
中学3年生の時に動画投稿を始め、当初はニコニコ動画で歌い手として活動していた。学生時代は「お調子者」として周囲に合わせるキャラクターを演じながらも、内向的な一面を持ち、「二面性」を自覚していたと語っている。
高校時代にはVineでの「厨二病あるある」ネタが話題となり、一躍Vine界の人気者となる。Vineが下火になるとYouTubeに活動の場を移し、ショート動画や「ダイエット企画」などで注目を集めた。
活動中、2019年後半から2020年にかけて1年間の活動休止を経験。この間に体重が142kgに増加したが、その後2年間のダイエットで80kgの減量に成功した。休止中には借金が膨らみ、最終的に1000万円に達するが、2023年までの2年間で完済を果たした。
2022年11月には「MARIMO。」名義で初のシングル『My Bad』をリリース。翌年、2ndシングル『仮恋』がiTunes Storeヒップホップ/ラップ部門でタイのランキング23位を記録。音楽活動も精力的に行っている。
2024年3月、8年間所属していたYouTuber事務所VAZを退所し、フリーとして活動を開始。「大変思い出深い事務所」として感謝を述べ、今後もエージェント契約として関係を続けることを発表した。
さらに、YouTuberグループ「ジュキぱっぱ」のメンバーとしても活動し、2022年には『奇想天外ぽんぽこぽん!!』でメジャー・デビューを果たした。

## 人物
身長は約172cm。血液型はAB型。2021年には約2年間のダイエットにより体重を142kgから64kgまで減量し話題になった。その後、一部でリバウンドを公表し、再挑戦する姿が注目された。
また、2024年3月には慢性的な寝不足で定着したクマを改善するため「クマ取り整形」を受けたことを公表。手術後、周囲から「若返った」と好評を得ており、「やって良かった」と語っている。

## 出演情報

### テレビ
- 2016年2月 日本テレビ『ZIP!』第2回 高校生DOUGA祭
- 2018年5月 テレビ東京『青春高校3年C組』
- 2022年 テレビ朝日『恋のお世話始めました』

### ドラマ
- 2021年 ABEMA SPECIAL『箱庭のレミング』（YouTuber役）

### 音楽番組
- 2021年 YouTube『おんがくキッチン』（「歌ってみた」コーナー）

### 配信番組
- 2016年3月・4月 ABEMA SPECIAL『ミクチャとVineの人気者でYouTube作ってみた！』

### イベント
- 2022年 Cinderella FES Vol.9
- 2023年 OSAKA VAZ COLORZ Show (Zepp Osaka Bayside)